# فريتز كلينغينبيرغ
فريتز كلينغينبيرغ (بالألمانية: Paul Heinrich Otto Fritz Klingenberg)‏ هو عسكري ألماني، ولد في 17 ديسمبر 1912 في Rövershagen ‏ في ألمانيا، وتوفي في 22 مارس 1945 في Herxheim bei Landau/Pfalz ‏ في ألمانيا.